# Gerald Presley
Gerald Presley (ur. 31 maja 1942 w Arnprior, zm. 6 maja 2024) – kanadyjski bobsleista, złoty medalista mistrzostw świata.

## Kariera
Największy sukces w karierze Presley osiągnął w 1965 roku, kiedy wspólnie z Victorem Emerym, Michaelem Youngiem i Peterem Kirbym zwyciężył w czwórkach podczas mistrzostw świata w St. Moritz. Był to pierwszy w historii złoty medal dla kanady w tej konkurencji. Był to równocześnie jedyny medal wywalczony przez niego na międzynarodowej imprezie tej rangi. Nigdy nie wystąpił na igrzyskach olimpijskich.